# Snooker-Meisterschaft der Vereinigten Staaten
Die Snooker-Meisterschaft der Vereinigten Staaten (englisch: United States National Snooker Championship) ist ein nationales Turnier zur Ermittlung des US-amerikanischen Meisters in der Billarddisziplin Snooker. Das Turnier wird seit 1991 von der United States Snooker Association (USSA) ausgetragen, eine erste US-amerikanische Snooker-Meisterschaft ist allerdings bereits aus dem Jahr 1977 überliefert. Rekordsieger des Turnieres ist Ahmed Aly Elsayed mit sechs gewonnenen Titeln, amtierender Meister ist Renat Denkha.

## Geschichte
Zum Jahr der Erstausgabe der Snooker-Meisterschaft variieren die Daten 1977 und 1991, wobei letztere Angabe von der United States Snooker Association (USSA), dem veranstaltenden Verband, sowie der World Professional Billiards & Snooker Association (WPBSA) stammt. Von diesem Zeitpunkt an fanden die Turniere, mit Unterbrechungen in den Jahren 2002 und 2003 sowie 2020 (aufgrund der COVID-19-Pandemie), jährlich in verschiedenen Orten in den US-amerikanischen Bundesstaaten Illinois, Kalifornien, New York, Texas und Washington statt. Rekordsieger des Turnieres ist Ahmed Aly Elsayed mit sechs Turniersiegen, gefolgt von Tom Kollins mit fünf Meistertiteln.
Der Sieger und der Finalist der jeweiligen Ausgabe sind im Folgenden als US-amerikanische Repräsentanten in internationalen Snookerturnieren gesetzt.

## Titelträger
In den bisher 33 Ausgaben der Meisterschaft konnten insgesamt 29 Spieler das Endspiel erreichen, wobei 17 derer auch mindestens einmal das Turnier gewonnen haben.
| Jahr | Ort                                    | Sieger                                 | Ergebnis                               | Finalist                               |
| ---- | -------------------------------------- | -------------------------------------- | -------------------------------------- | -------------------------------------- |
| 1977 | Birmingham                             | Eric Connelly                          | 3:2                                    | Tom Kollins                            |
| 1991 | Oakbrook Terrace, Illinois             | Tom Kollins                            | 4:2                                    | John Abruzzo                           |
| 1992 | Aurora, Illinois                       | Tom Kollins                            | 4:3                                    | John Lewis                             |
| 1993 | Aurora, Illinois                       | David Yao                              | 5:0                                    | Mike Massey                            |
| 1994 | Aurora, Illinois                       | David Yao                              | 5:2                                    | Tom Kollins                            |
| 1995 | San Gabriel, Kalifornien               | Tang Hoa                               | 5:1                                    | Orwin Ham                              |
| 1996 | San Gabriel, Kalifornien               | Peter Ong                              | 5:0                                    | Piya Potanan                           |
| 1997 | Monterey Park, Kalifornien             | George Lai                             | 5:3                                    | Truman Wu                              |
| 1998 | Grayslake, Illinois                    | Tom Kollins                            | 5:4                                    | Tom Karabatsos                         |
| 1999 | Grayslake, Illinois                    | Tom Kollins                            | 5:0                                    | Murali Venkataraman                    |
| 2000 | Grayslake, Illinois                    | Ajeya Prabhakar                        | 5:3                                    | Tom Kollins                            |
| 2001 | Grayslake, Illinois                    | Tom Kollins                            | 5:0                                    | Ajeya Prabhakar                        |
| 2002 | keine Austragung                       | keine Austragung                       | keine Austragung                       | keine Austragung                       |
| 2003 | keine Austragung                       | keine Austragung                       | keine Austragung                       | keine Austragung                       |
| 2004 | New York City, New York                | Kenny Kwok                             | Gruppenphase                           | Raymond Fung                           |
| 2005 | San Gabriel, Kalifornien               | George Lai                             | 4:2                                    | Kenny Kwok                             |
| 2006 | San Gabriel, Kalifornien               | Paul Kimura                            | 5:3                                    | Romil Azemat                           |
| 2007 | San Gabriel, Kalifornien               | Jack Kung                              | 5:3                                    | George Lai                             |
| 2008 | San Gabriel, Kalifornien               | George Lai                             | 5:2                                    | Jian Qiang Wang                        |
| 2009 | New York City, New York                | Ahmed Aly Elsayed                      | 5:4                                    | Ajeya Prabhakar                        |
| 2010 | San Gabriel, Kalifornien               | Ahmed Aly Elsayed                      | 5:4                                    | Yi Fei Mei                             |
| 2011 | New York City, New York                | Ahmed Aly Elsayed                      | 5:3                                    | Ajeya Prabhakar                        |
| 2012 | San Gabriel, Kalifornien               | Sargon Isaac                           | 5:2                                    | Ajeya Prabhakar                        |
| 2013 | Houston, Texas                         | Corey Deuel                            | 5:1                                    | Sargon Isaac                           |
| 2014 | New York City, New York                | Ajeya Prabhakar                        | 5:2                                    | Raymond Fung                           |
| 2015 | New York City, New York                | Sargon Isaac                           | 5:3                                    | Ahmed Aly Elsayed                      |
| 2016 | Houston, Texas                         | Sargon Isaac                           | 5:1                                    | Ahmed Aly Elsayed                      |
| 2017 | New York City, New York                | Raymond Fung                           | 5:4                                    | Ahmed Aly Elsayed                      |
| 2018 | New York City, New York                | Ahmed Aly Elsayed                      | 5:2                                    | Raymond Fung                           |
| 2019 | Houston, Texas                         | Ahmed Aly Elsayed                      | 5:3                                    | Cheang Ciing Yoo                       |
| 2020 | keine Austragung wg. COVID-19-Pandemie | keine Austragung wg. COVID-19-Pandemie | keine Austragung wg. COVID-19-Pandemie | keine Austragung wg. COVID-19-Pandemie |
| 2021 | New York City, New York                | Ahmed Aly Elsayed                      | 5:0                                    | Ajeya Prabhakar                        |
| 2022 | Seattle, Washington                    | Steven Wong                            | 5:3                                    | Raymond Fung                           |
| 2023 | San Gabriel, Kalifornien               | Daren Taylor                           | 5:4                                    | Steven Wong                            |
| 2024 | San Gabriel, Kalifornien               | Renat Denkha                           | 5:1                                    | Daren Taylor                           |
| 2025 | Concord, Kalifornien                   | Renat Denkha                           | 5:3                                    | Ajeya Prabhakar                        |

### Rangliste
| Platz | Spieler           | Gold | Silber | Finalteilnahmen |
| ----- | ----------------- | ---- | ------ | --------------- |
| 1     | Ahmed Aly Elsayed | 6    | 3      | 9               |
| 2     | Tom Kollins       | 5    | 2 o. 3 | 7 o. 8          |
| 3     | George Lai        | 3    | 1      | 4               |
| 3     | Sargon Isaac      | 3    | 1      | 4               |
| 5     | Ajeya Prabhakar   | 2    | 6      | 8               |
| 6     | Renat Denkha      | 2    | 0      | 2               |
| 6     | David Yao         | 2    | 0      | 2               |
| 8     | Raymond Fung      | 1    | 4      | 5               |
| 9     | Kenny Kwok        | 1    | 1      | 2               |
| 9     | Daren Taylor      | 1    | 1      | 2               |
| 9     | Steven Wong       | 1    | 1      | 2               |
| 12    | Eric Connelly     | 1    | 0      | 1               |
| 12    | Tang Hoa          | 1    | 0      | 1               |
| 12    | Peter Ong         | 1    | 0      | 1               |
| 12    | Paul Kimura       | 1    | 0      | 1               |
| 12    | Jack Kung         | 1    | 0      | 1               |
| 12    | Corey Deuel       | 1    | 0      | 1               |